# Elvira Blanco Blanco
Elvira Blanco Blanco (Montevideo, 20 de agosto de 1955) es doctora en letras, profesora e investigadora en literatura iberoamericana, especializada en estudios culturales. 

## Biografía
Nació en Montevideo, ciudad en la que estudió literatura y lengua, egresando como Licenciada en Letras del Instituto de Filosofía, Ciencias y Letras, en 1974. 
En 1981 se instala en San Pablo, ingresa a la Universidad de São Paulo, donde obtiene su Maestría sobre la creación ficcional de Santa María en la obra de Juan Carlos Onetti, dirigida por Irlemar Chiampi. Paralelamente, comienza a trabajar en el Departamento de Literatura Iberoamericana. 
En 1991 regresa a Uruguay con su familia. 
Comienza a dictar clases en el Instituto de Profesores Artigas y en la Universidad Católica, en los departamentos de Literatura Iberoamericana y Lenguas, respectivamente. 
En 2006 obtiene su doctorado, en la Universidad de São Paulo, con una tesis dirigida por Jorge Schwartz, que al año siguiente es publicada bajo el título La creación de un imaginario: la Generación Literaria del 45 en Uruguay.
Desde entonces, se centra en investigaciones sobre literatura y cultura latinoamericana, especialmente, la brasilera. 
En 2011 publica el libro Literatura brasileña: del Realismo al hip-hop, un trabajo de investigación que lleva adelante con sus estudiantes del Instituto de Profesores Artigas. 
En 2017 publica Releído, difamado, insinuado, travestido. Escritos sobre Juan Carlos Onetti, una colección de artículos sobre el autor uruguayo, escritos a lo largo de los años. 
En 2019, publica en España La maniobra ideológica. Simbología masónica en los manuales de lectura uruguayos, producto de la tesis de su Posdoctorado que obtuvo en 2014 por la Universidad de Rosario, Argentina. 
Dos años después, compila junto a Álvaro Lema Mosca el libro Encuentros lusófonos. Lengua y literatura, culturas visuales, identidades.

Elvira Blanco Blanco ha brindado cursos y conferencias en su país y en varias ciudades de Brasil, Argentina, España, Portugal y Sudáfrica. 
Sus trabajos se centran en las relaciones que la literatura establece con la cultura y la sociedad.

## Publicaciones
- 2007, La creación de un imaginario: la Generación Literaria del 45 (Ediciones del Caballo Perdido)
- 2011, Literatura brasileña: del Realismo al hip-hop (Editorial Académica Española)
- 2017, Releído, difamado, insinuado, travestido. Escritos sobre Juan Carlos Onetti (Rumbo Editorial)
- 2019, La maniobra ideológica. Simbología masónica en los manuales de lectura uruguayos (Bubok Ediciones)
- 2021, Encuentros lusófonos. Lengua y literatura, culturas visuales, identidades (junto a Álvaro Lema Mosca) (APLU ediciones)